# Ongudaj
Ongudaj (in russo Онгудай?) è un selo della Repubblica dell'Altaj, nella Russia asiatica, capoluogo dell'Ongudajskij rajon.